# Cuernos Chuecos
Cuernos Chuecos es una empresa mexicana de rodeo estadounidense que se especializa en la disciplina de jineteo de toros. Cuenta con presencia en todo el país y participación de jinetes nacionales e internacionales. Fue fundada en 1999 en Querétaro.

## Actividades
Cuernos Chuecos organiza un circuito de rodeo anual donde el deporte se vuelve un espectáculo para los seguidores. Cada año organizan una serie de competencias que llevan a la gran final, donde los jinetes seleccionados se disputan el título de campeón, así como premios físicos y en efectivo.
Con el tiempo, se ha buscado que el circuito de la empresa unifique a través del deporte, por lo que han expandido sus competencias de Querétaro a otras ciudades de la República, entre las que destacan Toluca, Hermosillo,  Puebla y León.

### Actualidad
Con más de 25 años funcionando, la empresa es reconocida a nivel Latinoamérica. Desde 2013, la competencia anual en México cuenta con la participación de más de 100 jinetes de origen nacional e internacional. Además de los premios del circuito, los 15 mejores vaqueros en cuestión de puntuación califican para la Gran Final de Cuernos Chuecos para determinar el campeón del año. Además, desde 2020 el campeón del año de Cuernos Chuecos califica para el Campeonato Nacional de Rodeo; sancionado por la Federación Mexicana de Rodeo.

### Cobertura y difusión
Desde 2015, transmiten sus eventos en vivo a través de Internet. En 2020, durante la pandemia de COVID-19, se creó el evento “Cuernos Chuecos a Rancho Abierto”, una presentación en línea de los cinco jinetes conocidos como máximos ganadores. El evento fue cerrado al público.

### Fundador
Rubén Mujica Vega (Ciudad de México, 1975) creció en Vizarrón de Montes, Cadereyta, Querétaro. Es ingeniero en Agronomía y Zootecnia por la Universidad Autónoma Agraria de Antonio Narro en Saltillo, Coahuila. Desde que estudiaba comenzó con los planes para hacer la compañía y en 1999, cuando tenía 24 años, la fundó oficialmente. Durante los más de 20 años de funcionamiento de la empresa, se ha mantenido como el director general de la misma.

### Nombre e identidad visual
El nombre se inspira de una historia personal del fundador. Cuando era joven, su abuelo le regaló una vaca que era hija de una vaca que tenía un cuerno volteando hacia arriba y el otro hacia abajo.  Cuando se la dio, le dijo: "Te voy a dar a la hija de la Cuernos Chuecos".
La identidad visual surge cuando Rubén Mujica estudiaba en Saltillo con bajos recursos. Vivía con su hermano en una casa humilde, que en vez de vidrios tenía costales. En una tarde de ocio, Rubén le dijo a su hermano "A ver, aquí en la pared dibújate un logotipo. Dibuja algo que se te ocurra como Cuernos Chuecos". El logo que dibujó su hermano esa tarde es el que la empresa ha utilizado en toda su trayectoria.

### Trato a los animales
Los organizadores de este evento se aseguran de que el deporte se lleve a cabo de forma que los toros no salgan lastimados. Para ejercer este control, aplican sanciones a los jinetes que lastimen al animal, incluso de forma accidental.

### Recaudación de fondos
A través de las redes de comunicación y recursos de la compañía, se organizó una colecta para los damnificados del sismo de la Ciudad de México en 2017.

### Jaripeo Sin Fronteras
Desde 2018, Cuernos Chuecos ha formado   parte de la gira de espectáculo ecuestre de música regional mexicana, Jaripeo Sin Fronteras de la familia Aguilar (Pepe, Antonio Jr., Leonardo y Ángela) cuando se presentan en México. Los jinetes montan los toros al estilo estadounidense, pero en formato de tres charros contra tres vaqueros.

## Campeones de Cuernos Chuecos
- 2000  Diego Proto
- 2001  Asunción Guerrero
- 2002  Diego Proto
- 2003  Antonio Góngora
- 2004  Antonio Góngora
- 2005  Carlos Trejo
- 2006 - No hubo campeón este año.
- 2007 - No hubo campeón este año.
- 2008  Gustavo Pedrero
- 2009  Gustavo Pedrero
- 2010  Alfonso Orozco
- 2011  Simao da Silva
- 2012  Alfonso Orozco
- 2013  Erick de la Rosa
- 2014  Washington Venancio
- 2015  Álvaro Álvarez
- 2016  Francisco García
- 2017  Gustavo Pedrero
- 2018  Álvaro Álvarez
- 2019  Álvaro Álvarez
- 2020 - La gira terminó temprano este año debido a restricciones por la pandemia de COVID-19.
- 2021  Alfredo Ruvalcaba
- 2022  Alfonso Orozco
- 2023  Alfredo Ruvalcaba
- 2024  Alfredo Ruvalcaba